# Битва при Барскооне
Битва при Барскооне (1517 год) — сражение между войсками могольского хана Султан-Саида и киргизского предводителя Мухаммед-киргиза, разгоревшееся у побережья озера Иссык-Куль вблизи ущелья Барскаун.

## Предыстория
В 1517 году киргизские войска под командованием Мухаммед-киргиза наносят поражение бухарским войскам в сражении у Туркестана, пленив местного наместника — Убайдулла-хана, после чего киргизы подвергли разграблению города Сайрам, Ташкент и Туркестан. Позже, Мухаммед-киргиз отпустил из плена Убайдуллу, выразив ему уважение как члену ханской семьи.
Узнав об этом, Султан Саид-хан решил выступить в поход на киргизов, подозревая Мухаммед-киргиза в заключении тайного союза с Шейбанидами. По сведениям Мирзы Мухаммад Хайдара, могольский хан выступил в поход с целью наказать киргизов за опустошение мусульманских городов.

## Ход сражения
Вторгнувшись в пределы Семиречья, Саид-хан разделил своё войско на две группы. Первая группа под командованием Айман-ходжи (брата Саид-хана) начала движение через перевал Джууку, вторая группа, возглавляемая лично ханом, двинулась через перевал Барскаун. По пути в плен было захвачено двое киргизов, которые выдали местоположение ставки их правителя. Могольские войска остались у перевала Худжар, а Саид-хан и его приближенные видели «черную юрту» (ставку) киргизов. На рассвете следующего дня могольские войска внезапно нанесли удар по киргизам. В ходе сражения часть приближенных Мухаммед-киргиза перешла на сторону Саид-хана. После разгрома киргизских войск, в полдень Али-бахадур (Така-бахадур) доставил пленённого Мухаммед-киргиза в лагерь Саид-хана, который сказал пленённому:
Тебя по обычному праву кочевников (тура) и по правилу следовало бы предать смерти. Но я великодушно прощаю тебя.
После этого Мухаммед-киргиз был увезен в Кашгар под охраной улусбега Сеид-Мухаммеда. Войсками моголов были разграблены близлежащие земли, зимой того же года Саид-хан был вынужден покинуть пределы Киргизии.